# Ophiomyia atriplicis
Ophiomyia atriplicis är en tvåvingeart som beskrevs av Spencer 1984. Ophiomyia atriplicis ingår i släktet Ophiomyia och familjen minerarflugor.
Artens utbredningsområde är Kalifornien. Inga underarter finns listade i Catalogue of Life.